# Zwischen uns
«Zwischen Uns» (en español, «Entre nosotros») es el primer sencillo del sexto álbum de la banda alemana Eisbrecher. Fue lanzado el 14 de diciembre de 2014 de forma digital en iTunes y Amazon.

## Vídeo
El vídeo fue estrenado el 19 de diciembre de ese año. El vídeo muestra a la banda representados como agentes del FBI, donde Alexx y su compañera (Nina de Lianin) asisten a una terapia de parejas a resolver sus problemas, lo cual todo transcurre en discusión, alternadamente muestra a los miembros tocando en la cima de una edificio y en otras escenas, en algún cuarto tratando de espiar dicha discusión. Luego de transcurrir las estrofas, cada integrante también discute con la mujer y en eso es descubierto al terapeuta como cómplice de ella, de ellos surge una pelea, y Alexx descubre que han estado siendo investigados, pero son capturados por policías, aun resistiendo, son llevados de ahí, al final el terapeuta y la mujer se alegran de la captura.

## Lista de canciones
1. «Zwischen Uns» - [3:38]